# 진양혜
진양혜(秦良惠, 1968년 7월 17일 ~ )는 대한민국의 방송인이다.

## 학력
- 1981년 서울삼선초등학교 졸업
- 1987년 명지여자고등학교 졸업
- 1991년 이화여자대학교 수학과 학사
- 1995년 연세대학교 언론홍보대학원 방송영상학과 언론학 석사

## 출연작 / 진행

### 텔레비전 프로그램
- 《EBS 문화센터》(EBS)
- 《굿모닝 실버》(EBS)
- 《사랑은 아름다워》(MBC)
- 《손범수, 진양혜의 심심남녀》(SBS)
- 《기분 좋은 일요아침》
- 《생방송 전국은 지금》
- 《TV는 사랑을 싣고》- 게스트
- 《가족오락관》 - 게스트
- 《생활백과》
- 《KBS 뉴스와 스포츠》
- 《도전 지구탐험대》
- 《경제 비타민》
- 《KBS 창작동요대회》(KBS)
- 《6시 내고향》(KBS)
- 《생방송 좋은 아침입니다》(KBS)
- 《CEO반상경영, 부자의 정석》(바둑TV)
- 《사랑은 춤을 타고》(TV조선)
- 《스포츠 스포츠》
- 《동상이몽2 너는 내운명》
- 《옥탑방의 문제아들》- 게스트

### 라디오 프로그램
- 《진양혜의 3시와 5시 사이》(KBS Cool FM)
- 《진양혜의 음악공감》(2013년 4월 8일 월요일 ~ 2014년 9월 21일, KBS Happy FM)

### 광고
- 1999년 빙그레 생큐 칼슘알파 (손범수와 함께 출연)
- 2000년 위니아전자 대우 디지털 김장고 삼한사온
- 2000년 남양유업 임페리얼 드림
- 2001년 한국몬테소리 영어만세
- 2002년 해태제과식품 고향만두 (손범수와 함께 출연)
- 2003년 동화약품 후시딘
- 2003년 ~ 2005년 AIG생명보험(아메리칸 인터내셔널 그룹 한국 지점) 다보장 의료보험 (손범수와 함께 출연)
- 2003년 이롬라이프 이롬 황성주생식
- 2003년 옥시레킷벤키저 옥시싹싹 세탁조 세정살균
- 2005년 옥시레킷벤키저 데톨 항균 스프레이
- 2007년 AIG생명보험 3대 질병 플러스
- 2007년 AIG생명보험 꼭 하나 의료보험
- 2007년 린나이코리아 오래오래 가스보일러 (손범수와 함께 출연)
- 2009년 동국제약 훼라민Q
- 2010년 여성가족부 아동·청소년 성폭력 예방 캠페인
- 2012년 생명보험사회공헌위원회
- 2012년 롯데제과 자일리톨 (손범수와 함께 출연)
- 2016년 ~ 2018년 AIA생명 무배당 꼭 필요한 건강보험 (손범수와 함께 출연)
- 2021년 AIA생명 무배당 원스톱 슈퍼 암보험 (손범수와 함께 출연)
- 2022년 AIA생명 건강플러스 암보험 (손범수와 함께 출연)

## 저서
- 《진양혜의 서른아홉 러브레터》(미디어 윌 M&B)

## 가족 관계
- 배우자: 손범수 (1964년 3월 12일생)
  - 장남: 손찬호 (1995년 ~ )
  - 차남: 손찬유 (2000년 ~ )